# Duero, Bohol
Duero là đô thị hạng 5 ở tỉnh Bohol, Philippines. Theo điều tra dân số năm 2007, đô thị này có dân số 17.254 người.

## Các đơn vị hành chính
Duero về mặt hành chính được chia thành 21 khu phố (barangay).
| - Alejawan - Angilan - Anibongan - Bangwalog - Cansuhay - Danao - Duay - Guinsularan - Itum - Langkis - Lobogon | - Madua Norte - Madua Sur - Mambool - Mawi - Payao - San Antonio (Pob.) - San Isidro - San Pedro - Imelda - Taytay |